# 浜松市立北浜中学校
浜松市立北浜中学校（はままつしりつ きたはまちゅうがっこう）は、静岡県浜松市浜名区西美薗にある公立中学校。略称は北中（きたちゅう）。

## 概要
1947年、戦後の学制改革により北浜村立北浜中学校として開校した中学校である。北浜小学校・北浜南小学校・伎倍小学校の3校を学区としており、中条・寺島・横須賀・沼地区以外はそれぞれの地区の一部が対象となっている。
校歌は池谷千松が作詞し、本間彦作が作曲した。歌は3番構成である。校章は北浜の「波」を表現したもので、左右対称のデザインとなっている。中央には校名を端折った「北中」を縦書きで記している。

## 沿革
- 1947年（昭和22年）4月1日 - 北浜村立北浜中学校として開校[4]。
- 1949年（昭和24年）
  - 4月6日 - 1年生2学級を、静岡県立浜名高等学校の校舎を間借りして授業開始[4]。
  - 9月2日 - 第三校舎を落成し、1年生全生徒を収容[4]。
  - 10月13日 - 第二校舎を落成[4]。
- 1950年（昭和25年）7月26日 - 第一校舎を落成[4]。
- 1951年（昭和26年）
  - 4月1日 - 竜池村との合併に伴い、竜池村立竜池中学校を統合[4]。
  - 4月20日 - 本館を落成。校地を5,610 m2分拡張[4]。
  - 11月1日 - 優良施設校として文部大臣より表彰[4]。
- 1952年（昭和27年）8月26日 - 講堂と付属建物を落成[4]。
- 1956年（昭和31年）
  - 4月1日 - 町村合併に伴い、「浜北町立北浜中学校」に改称。
  - 9月5日 - 北校舎を鉄筋コンクリート造2階建ての校舎（254坪）に改築[4][3]。
- 1961年（昭和36年）9月4日 - 木造の技術科実習棟（280.5 m2）を落成[4]。
- 1962年（昭和37年）8月31日 - 運動場を3,630 m2分拡張[4]。
- 1963年（昭和38年）
  - 7月1日 - 市制施行に伴い、「浜北市立北浜中学校」に改称[3]。
  - 8月31日 - 運動場東側の山林を借用し、わこうどの森を設置[4]。
- 1965年（昭和40年）
  - 4月1日 - 特殊学級（現：特別支援学級）を開設[4]。
  - 4月30日 - 技術室西に、特殊学級実習室を設置[4]。
- 1966年（昭和41年）8月30日 - クラブ室を増築[4]。
- 1967年（昭和42年）5月1日 - 完全給食を開始[4]。
- 1968年（昭和43年）
  - 6月27日 - 50mプールを落成[4]。
  - 9月3日 - 特別教室用の鉄筋コンクリート造校舎（693 m2）を落成[4]。
- 1969年（昭和44年）12月1日 - 講堂の床を修理し、体育館へ仕上げる[4]。
- 1970年（昭和45年）10月3日 - 第二・第三校舎間のテニスコート跡地に庭園を整備[4]。
- 1973年（昭和48年）1月18日 - のちの講堂となる新体育館（485.265 m2）を落成[4]。
- 1980年（昭和55年）4月1日 - 北浜北小学校と北浜東小学校を学区とした、北浜東部中学校が分離開校[7][4]。
- 1982年（昭和57年）3月25日 - 第一校舎と第三校舎を解体し、鉄筋コンクリート造4階建ての中校舎（3,579 m2）を落成[4]。
- 1983年（昭和58年）
  - 3月25日 - 第二校舎を解体し、鉄筋コンクリート造3階建ての南校舎（1,672 m2）を落成[4]。
  - 3月26日 - 中校舎と南校舎の竣工式を挙行[4]。
  - 11月25日 - 北校舎を改築[4]。
- 1984年（昭和59年）
  - 2月20日 - 講堂を解体[4]。
  - 3月25日 - 新体育館（1,024 m2）を落成[4]。
- 1988年（昭和63年）3月31日 - 部室南側の校地を493 m2分拡張[4]。
- 1992年（平成4年）2月4日 - コンピューター室を設置[4]。
- 1996年（平成8年）5月14日 - 文部省と浜松市教育委員会より、武道指導推進校に指定（1998年度まで）[4]。
- 2000年（平成12年）9月5日 - カウンセリング室を設置[4]。
- 2005年（平成17年）
  - 3月10日 - プールを改修[4]。
  - 7月1日 - 市町村合併に伴い、「浜松市立北浜中学校」に改称[4]。
- 2009年（平成21年） - 所在地が西美薗279番地の2から西美薗288番地に変更[4]。
- 2010年（平成22年）8月9日 - 中館屋上にソーラーパネルを設置[4]。
- 2012年（平成24年） - 平成24年度静岡県中学校総合体育大会にて、男子が最優秀校（県教育長杯）を受賞[4]。
- 2014年（平成26年）5月 - 応援歌を復活[4]。
- 2015年（平成27年）9月1日 - 校訓「有志竟成」を制定[4]。
- 2016年（平成28年）3月 - 校訓碑を設置[4]。
- 2019年（平成31年・令和元年）
  - 1月23日 - 平成30年度静岡県中学校総合体育大会にて、男女共に最優秀校（県教育長杯）を受賞[4]。
  - 6月6日 - 北校舎の大規模改修を実施[4]。
- 2020年（令和2年）1月24日 - 令和元年度静岡県中学校総合体育大会にて、女子が最優秀校（県教育長杯）を受賞し、男子は3位に入賞[4]。

## 教育目標
- 自他を敬愛し 自立できる生徒[8]

## 部活動

### 運動部
- 陸上競技部
- 野球部
- 女子ソフトボール部
- サッカー部
- ソフトテニス部（男女別）
- バレーボール部（女子のみ）
- バスケットボール部（男女別）
- 剣道部
- 柔道部
- 卓球部（男女別）

### 文化部
- 吹奏楽部
- 美術部
- パソコン部
- 太鼓部

出典：

### 廃部した部活動
- 英語部[10]
- 合唱部

## 施設概要
主な施設を掲載。
- 校舎（7,213 m2[2]）
  - 北校舎 - 鉄筋コンクリート造3階建てで、1年生の教室や美術室などを配置している[11]。
  - 中校舎（3,579 m2[4]） - 鉄筋コンクリート造4階建てで、2・3年生や特別支援学級の教室のほか、職員室や保健室などの管理室を配置している[4][11]。
  - 南校舎（1,672 m2[4]） - 鉄筋コンクリート造3階建てで、理科室や木工室といった特別教室を配置している[4][11]。
- 体育館（1,024 m2[4]）
- 武道場（485.265 m2[4]）
- プール
- 校庭（15,925 m2[1]）
- 中庭
- テニスコート
- 部室棟

## 学区
- 浜松市浜名区
  - 西美薗（沼・横須賀・西美薗下・高畑西町内会の区域）
  - 東美薗（東美薗町内会1-3班・高畑東町内会の区域、6番地）
  - 中条（全域）
  - 高畑（2番地の1から854番地の3まで）
  - 小松（小松下・貴布祢第5町内会の区域、4819番地の8）
  - 寺島（全域）
  - 横須賀（全域）
  - 沼（全域）
  - 貴布祢（沼・貴布祢第1-第7・社宅・小松下町内会の区域）
  - 新原（2864番地の15）

出典：

## 進学前小学校
- 浜松市立北浜小学校（浜名区横須賀）
- 浜松市立北浜南小学校（浜名区寺島）
- 浜松市立伎倍小学校（浜名区貴布祢）

出典：

## アクセス

### 鉄道
- 美薗中央公園駅（遠州鉄道・鉄道線）から徒歩で約2分

## 周辺
- 美薗中央公園駅
- 美薗中央公園
- 浜松市浜北体育館

## 著名な出身者
- 米澤奈々香 - 陸上競技選手[12]